# Смирнов, Валентин Иванович
Валентин Иванович Смирнов (2 марта 1879 года, Казань — 1942 год, Ленинград)  — советский ботаник, систематик растений, доктор биологических наук, профессор. Основатель Иркутской ботанической школы. 
Его именем названы 6 представителей флоры:  Kobresia smirnovii Ivan,  Ranunculus smirnovii Ovcz. ,Carex smirnovii V.Krecz. ,Papaver smirnovii Peschkova, Poa smirnovii Roshev .
Родился в 1879 году в Казани в семье известного историка и этнографа Ивана Николаевича Смирнова. В 1903 году окончил Казанский университет, после окончания вуза остался при университете в качестве стипендиата.
В 1919 году принял приглашение Иркутского государственного университета, где занял должность профессора, заведующего кафедрой ботаники.
С 1920 по 1930 год занимался систематикой видов растений южного Прибайкалья. Исследовал флору побережья озера Байкал, Тункинской долины, Аршана и ряда других районов Восточной Сибири.
В 1931 году организовал работу Биолого-географического научно исследовательского института при Иркутском государственном университете, тем самым создав Иркутскую научную ботаническую школу. Параллельно преподавал в Иркутском педагогическом институте.
В 1940 году принял решение о передачи своего известного в СССР гербария в Ленинградский институт АН СССР. В Ленинграде его застала Великая Отечественная война.
Именем ученого названы некоторые виды лютика, кобрезии, осоки, мака и мятлика.
Умер в 1942 году в блокадном Ленинграде.

## Труды
- Растительность Троицкосавского и Селенгинского уездов Забайкальской области // Предварительный отчет о ботанических исследованиях в Сибири и Туркестане в 1912 г. — СПб., 1913.
- Отчет Байкальской экспедиции по исследованию бадановых насаждений // Бадан в Сибирском крае: Итоги научных работ 1927 г. — Новосибирск, 1928.
- Краткий очерк растительности окрестностей курорта Аршан: БМАССР, Кыренский аймак // Известия БГИ при ИГУ. — 1935. — Т. 6. — Вып. 2-4.